# Stephen Henderson
Stephen Henderson (Dublino, 2 maggio 1988) è un ex calciatore irlandese, di ruolo portiere, preparatore dei portieri del Charlton.